# Dons
Dons ist ein Dorf in der dänischen Kommune Kolding in der Region Syddanmark. Es liegt sieben Kilometer nördlich von Kolding an der Donsaa, welche das Seengebiet Donssøerne bildet.

## Geographie
Der Ort liegt im Südosten Jütlands im Almind Sogn. Die namensgebende Kleinstadt Almind befindet sich gut 3 km in leicht nordöstlicher Richtung. Der Nachbarort Vester Nebel im gleichnamigen Sogn liegt ca. 2 km nordwestlich. Bis zum Koldingfjord sind es etwa 8 km. Dons liegt etwas nördlich der Mitte der Verbindungslinie zwischen Esbjerg an der Westküste zur Nordsee und Odense auf der Insel Fünen, beide Mittel- bzw. Großstädte sind von Dons 55 km entfernt.

## Geschichte
Die geschichtlichen Wurzeln des Dorfes reichen bis mindestens in Spätmittelalter zurück: Für das 16. Jahrhundert gilt als gesichert, dass Dons aus mindestens neun Gehöften und der Dons Mølle bestand. Während des Dreißigjährigen Kriegs wurde die Gegend um Kolding, darunter auch Dons, mehrmals geplündert und gebrandschatzt. Auch sind zahlreiche Schäden infolge des Zweiten Nordischen Krieges dokumentiert. Im Jahr 1772 wurden im Zuge eines Gebietsaustauschs einige Gehöfte südlich verlagert.
Während der Schleswig-Holsteinischen Erhebung (1848–1851) lieferten sich die Preußen am 7. Mai 1849 bei Dons ein Gefecht gegen dänische Truppen. Das Gefecht verlief zugunsten der Preußen; dennoch waren auf dänischer Seite insgesamt 42 Opfer (Tote, Vermisste oder Verwundete) zu beklagen, während auf preußischer Seite von 36 Opfern die Rede ist. Am selben Tag fanden auch in den Nachbarorten Viuf und Almind Gefechte zwischen beiden Seiten statt.
1882 wurde das Gemeindehaus gebaut, in dieser Zeit besaß das Dorf u. a. eine Konsumgenossenschaft, eine Schule und eine Ziegelei sowie mehrere Handwerksbetriebe. Gegenüber dem Gemeindehaus befindet sich auch ein Gedenkstein zu Ehren von Peter Larsen Skræppenborg, der bis zu seinem Tod im Jahr 1873 einer der wichtigsten Vertreter des Grundtvigianismus in der Umgebung war. Zahlreiche Gebäude im Dorf genießen Denkmalschutz. Das Gemeindehaus war im Zweiten Weltkrieg auch das einzige in der Gegend, das nicht von Deutschen in Beschlag genommen wurde.

### Ortsname
Die Herkunft des Dorfnamens ist nicht ganz geklärt. Poul Lindholm verweist auf die Formen Dunse von 1546 bzw. Duenes von 1556 und vermutet eine Verwandtschaft mit dem angelsächsischen Wort dun, was Hügel oder Sandbank, ähnlich der Herkunft des Wortes Düne, bedeuten könne.

## Grünflächen und Naherholung
Direkt westlich von Dons liegt das Seengebiet Donssøerne mit einer Gesamtfläche von 100 ha und weiteren 50 ha Sumpfgebieten. Dazu gehören die Seen Dons Nørresø, Dons Søndersø und Stallerup Sø. Ein Teil des Geländes befindet sich Privatbesitz. Die Seen fungieren somit als eines der wichtigsten Feuchtgebiete in der Koldinger Umgebung und besitzen auch einige Beliebtheit bei Anglern. Die Umgebung zeichnet sich durch eine reiche Flora mit seltenen Pflanzen wie dem breitblättrigen Knabenkraut und dem breitblättrigen Wollgras sowie eine kostbare Vogelfauna aus, darunter Eisvögel, Rohrweihen, Schwarzhalstaucher und Haubentaucher. Die Seen dienen zudem als Wasserreservoir für das Wasserkraftwerk Harteværket.

## Wirtschaft und Infrastruktur

### Weinbau
Eine gewisse Bekanntheit besitzt Dons aufgrund des ortsansässigen Weinguts Skaersøgaard, das seit 2001 Dänemarks erstes registriertes und staatlich anerkanntes Weingut darstellt. Mit seinen neun Hektarn Anbaufläche ist es einer der größten Betriebe, auf denen Weinbau in Dänemark betrieben wird. Seit 2018 dient der Name „Dons“ ebenso als eine geschützte Ursprungsbezeichnung; somit stellt das Dorf die nördlichste Region für Qualitätswein in der Europäischen Union dar.

### Bildung
Es existieren keine Schulen, Kindergärten oder Kitas in Dons. Insofern müssen Bildungsangebote in den umliegenden Orten wahrgenommen werden. Seit 1965 existiert dafür z. B. die Alminde-Viuf-Fællesskole. Noch Anfang des 20. Jahrhunderts besaß Dons eine eigene Schule.

### Verkehr
Durch das Dorf verläuft die Sekundærrute 176, an der sich auch Bushaltestellen befinden. Folgt man dieser Landstraße in Richtung Süden, kann an der Anschlussstelle Kolding Ø auf die E20 bzw. den Sønderjyske Motorvej aufgefahren werden. Die nächstgelegenen Bahnhöfe der DSB mit Fernverkehrsanbindung sind der Bahnhof Kolding sowie der Bahnhof Fredericia. Von dort aus bestehen Inlandsverbindungen z. B. nach Aalborg oder Kopenhagen sowie Verbindungen ins Ausland nach Hamburg. Nächstgelegener Flughafen ist der Flughafen Billund in der Mitte Jütlands.
Bis 1930 besaß der Nachbarort Almind einen Anschluss an der Kolding–Egtved Jernbane.